# ایزوتوپ پرتوزای مصنوعی
ایزوتوپ پرتوزای مصنوعی (به انگلیسی: Synthetic radioisotope) به
ایزوتوپ‌های پرتوزایی گفته می‌شود که در طبیعت یافت نمی‌شوند یا نیمه عمر بسیار کوتاهی دارند. نمونه‌هایی از این ایزوتوپ‌ها تکنسیم-۹۵ و پرومتیم-۱۴۶ است. این ایزوتوپ‌ها معمولاً در دستگاه‌های شتاب‌دهنده ذرات تولید می‌شوند

## روش‌های تولید

### پرتودهی ایزوتوپ های پایدار

#### پرتودهی ایزوتوپ‌های پایدار در یک رآکتور
راکتور هسته‌ای، چشمهٔ وسیعی از نوترون‌های حرارتی است. این نوترون‌ها به راحتی می‌توانند توسط ایزوتوپ‌های پایدار جذب شوند، که در این صورت ایزوتوپ حاصل دارای یک نوترون اضافی خواهد بود که عدد جرمی آن یک واحد افزایش می‌یابد. ایزوتوپ حاصل ممکن است که رادیواکتیو باشد، یعنی رادیوایزوتوپ داشته باشیم و ممکن است پایدار باشد. معادله می‌تواند به صورت زیر باشد.
AZX+10n→ A+1ZX+γ
که در رابطهٔ بالا AZX ایزوتوپ اولیه با عدد جرمی A و عدد اتمی Z و A+1ZX رادیوایزوتوپ با عدد جرمی A+۱ و عدد اتمی Z است که در این رادیوایزوتوپ γ گسیل می‌شود.

#### پرتودهی ایزوتوپ‌های پایدار در یک شتابدهنده
شتابدهنده یا سیکلوترون چشمه تعداد زیادی از ذرات باردار پر انرژی در محدوده Mev (مگا الکترون ولت) است که داخل این دستگاه ذره باردار (مثل پروتون، دوترون هلیوم) به ذره هدف (ایزوتوپ) می‌تابانند و رادیوایزوتوپ تشکیل می‌شود. به فرض برای یک پروتون و هسته AZX این‌گونه می‌توان نوشت.
AZX+11P → Az+1Y+n
که در آن AZX هسته‌ای با عدد جرمی A و عدد اتمی Z و ۱۱P پروتون و AZ+1Y رادیوایزوتوپ حاصله با عدد جرمی A و عدد اتمی Z+۱ و n نیز نوترون می‌باشد.

### شکافت
از شکافت ایزوتوپ‌های سنگین تر می‌توان ایزوتوپ‌های پرتوزای سبک‌تر تولید کرد. اندکی پس از کشف پدیدهٔ پرتوزایی، معلوم شد که رادیواکتیو طبیعی مانند ۲۲۶۸۸Ru (رادیوم ۲۲۶) و ۲۳۲۹۶Th (توریوم ۲۳۲) و ۲۱۰۸۴Po (پلونیوم ۲۱۰) چشمه‌های با ارزشی از ذرات α است. واکنش‌های این ذرات α، نوترون تولید می‌کرد. برای بسیاری از هسته‌های سنگین تر (A=۲۰۰) جذب نوترون به تولید چندین ایزوتوپ با اعداد جرمی، از مرتبه تقریباً نصف عدد جرمی ایزوتوپ هدف می‌انجامد.

#### واپاشی رادیوایزوتوپ
رادیوایزوتوپ را می‌توان از واپاشی رادیوایزوتوپ‌های سنگین هم تولید کرد که در این صورت رادیوایزوتوپ بدست آمده را رادیوایزوتوپ دختر می‌گویند. در یک سری رادیواکتیو، رادیوایزوتوپ دختر به‌طور پیوسته از واپاشی رادیوایزوتوپ مادر تولید می‌شود و با آهنگ واپاشی خود از بین می‌رود. مثل سری اورانیوم یا سری توریوم که تولید رادیوایزوتوپ‌های دختر می‌کنند.

### تولید رادیوایزوتوپ‌ها
راکتورهای اتمی، ابزار اصلی ساخت رادیو ایزوتوپ‌های مصنوعی هستند و به عنوان منابع تولید نوترون محسوب می‌شوند که وابسته به فرایند شکافت هسته‌ای برای تولید نوترون می‌باشند.
رادیو ایزوتوپ‌ها یا عناصر رادیو اکتیو در رآکتورهای هسته‌ای عموماً از دو طریق تولید می‌شوند:
1. شکافت
2. بمباران نوترونی

#### شکافت
وقتی که هستهٔ اورانیوم-۲۳۵ یک نوترون جذب کند، به صورت یک هسته ناپایدار در می‌آید، که بی‌درنگ به دو اتم کوچکتر شکسته می‌شود (پاره‌های شکافت). این فرایند همچنین با تولید دو یا سه نوترون و مقداری انرژی همراه است. نوترون‌های آزاد شده قادرند که هسته اورانیم -۲۳۵ دیگری را بمباران کرده و شکافت‌های متعددی را به وجود آورند. این شکافت منجر به واکنش هسته‌ای زنجیره‌ای خودنگهدار می‌شود. خیلی از رادیو ایزوتوپ‌ها یا رادیو نوکلیدهای مفید نظیر ید-۱۳۱، مولیبدن-۹۹، زنون-۱۳۳ و سزیم-۱۳۷ در بیشتر واکنش‌های شکافت اورانیوم-۲۳۵ حاصل می‌گردند. معمولاً برای این منظور مقادیر کمی از اورانیوم-۲۳۵ را در رآکتور قرار می‌دهند و پس از مراحلی عملیات جداسازی ایزوتوپ‌ها را انجام می‌دهند.
برای جداسازی رادیو ایزوتوپ‌های مشخص و مورد نظر می‌توان از تکنیک‌های جداسازی شیمیایی مثل رسوب سازی، استخراج حلالی، تبادل یونی، الکترولیز، تقطیر، کروماتوگرافی و… استفاده کرد.

#### بمباران نوترونی
در بمباران نوترونی، هسته‌های پایدار مورد هدف که یک نوترون جذب می‌کنند، حاصل این برهم کنش تولید یک رادیو ایزوتوپ غنی شده از نوترون می‌باشد؛ لذا رایج‌ترین واکنش طی فرایند فوق واکنش گاما n است. بسیاری از رادیو ایزوتوپ‌های مهم در صنعت مثل کبالت-۶۰ و ایریدیم-۱۹۲ از طریق همین واکنش روی هسته‌های پایدار کبالت-۵۹ و ایریدیم-۱۹۱ انجام می‌پذیرد.
وجود طیف وسیعی از فلاکس نوترون در محدوده نوترون در ثانیه بر سانتیمتر مربع، دسترسی نسبی به انرژی‌های متفاوت از نوترون و قابلیت تولید رادیو ایزوتوپ‌های متنوع به‌دلیل سطح مقطع مناسب اکثر ایزوتوپ‌ها و همچنین وجود امکانات جانبی، سهولت این استفاده را میسر می‌سازد. احتمالاً ممکن است از رآکتورهای قدرت هم برای تولید برخی از رادیو ایزوتوپ‌ها با نیمه عمر طولانی، مقیاس زیاد، اکتیویته بیشتر استفاده گردد.